# Senaud
Senaud is een plaats en voormalige gemeente in het Franse departement Jura in de regio Bourgogne-Franche-Comté en telt 50 inwoners (2009). De plaats maakt deel uit van het arrondissement Lons-le-Saunier.

## Geschiedenis
Senaud fuseerde op 1 januari 2016 met de gemeenten Florentia, Nantey en Val-d'Épy tot de commune nouvelle Val-d'Épy. Op 1 januari 2018 fuseerde de gemeente met La Balme-d'Épy tot een nieuwe commune nouvelle, die wederom de naam Val-d'Épy kreeg.

## Geografie
De oppervlakte van Senaud bedraagt 4,1 km², de bevolkingsdichtheid is dus 12,2 inwoners per km².
De onderstaande kaart toont de ligging van Senaud met de belangrijkste infrastructuur en aangrenzende gemeenten.

## Demografie
Onderstaande figuur toont het verloop van het inwonertal.
La Balme-d'Épy · Épy · Florentia · Lanéria · Nantey · Poisoux · Senaud · Tarcia